# 大擠壓
大擠壓亦稱大崩墜（英語：Big Crunch），是一种关于宇宙的终极命运的假说，当中宇宙膨胀将会逆转，宇宙会重新坍缩、最终使宇宙标度因子归零。之后，宇宙可能会发生另一次大爆炸。绝大多数证据表明，这假说不会成立；天文观测结果表明，宇宙膨胀正在加速，而没有被引力减缓，表明宇宙可能终结于热寂。不过，也有新理论认为大挤压类事件可能通过暗能量波动的方式发生；不过，科学家们对此仍存争议。
大挤压说可追溯到1922年，苏联物理学家亚历山大·弗里德曼提出了一组方程，指出宇宙的命运取决于其密度。宇宙或者膨胀，或者收缩，而不会保持稳定。只要有足够多的物质，引力就能阻止膨胀，最后使其逆转；这会使宇宙自我坍缩，与黑洞并无太大区别。
大挤压的最后将充斥着来自恒星和高能粒子的辐射，被凝聚、蓝移到更高能量后，其强度足以在恒星碰撞前点燃其表面。在最后时刻，宇宙将变为温度无穷高的大火球，时空也不复存在。

## 概览
大挤压假说认为，整个宇宙的物质密度足够高，引力将克服始于大爆炸的膨胀。FLRW宇宙学可根据平均能量密度、哈勃参数与宇宙学常数预测膨胀是否会停止，若停止了，则收缩便不可避免、逐渐加速，宇宙将终结于引力坍缩，变为黑洞。
1990年代末、2000年代初的实验证据（即作为标准烛光的遥远超新星的观测，以及对宇宙微波背景辐射的高分辨率绘图）得出的结论是，宇宙加速膨胀，而非在减速。这一结果荣获2011年诺贝尔物理学奖。
大挤压说还引出了所谓大反弹说，即大挤压之后，宇宙会发生某种反弹，引发下一次大爆炸。这现象可能永恒重复下去，即所谓循环模型。

## 历史
教会人士、学者理查德·本特利在准备一场关于牛顿理论和反无神论的演讲时，给艾萨克·牛顿写信：

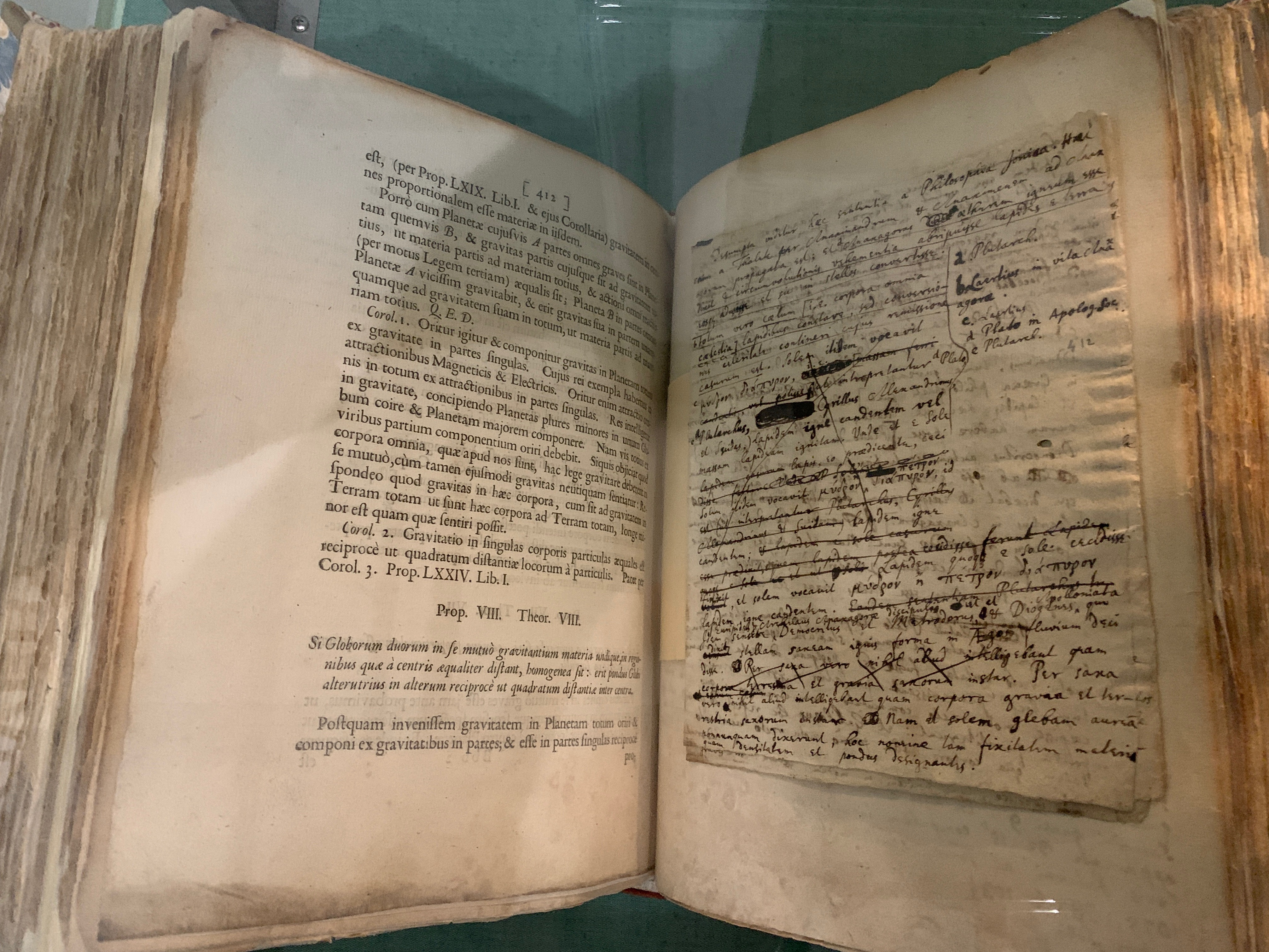
牛顿《原理》复制本。这本书让理查德·本特利给牛顿写了信。

“倘若我们生活在有限的宇宙中，所有恒星都相互吸引到一起，它们会不会都坍缩到一个奇异点上？又若我们生活在有无限多恒星的宇宙，那么各方向上的无限多力，会不会影响到所有这些恒星呢？”
这个问题被称为“本特利悖论”，可以视作大挤压说的雏形。不过现在人们已经知道，恒星是运动的，并非一成不变的。

### 爱因斯坦的宇宙学常数
阿尔伯特·爱因斯坦倾向于完全不变的宇宙模型。1917年，他同荷兰天文学家威廉·德西特合作，以证明广义相对论可运行在静态模型；威廉·的希特证明他的方程可以描述一个非常简单的宇宙。科学家们最初没发现问题，于是对其进行了改造以描述宇宙。然而，他们遇到了另一种形式的本特利悖论。
广义相对论也将宇宙描述为不稳定的，与爱因斯坦发现的信息矛盾。于是爱因斯坦意识到，若宇宙静止（基于当时的观测）就需要一种反重力机制，以抵消令宇宙收缩的引力。这会破坏相对论方程。最后他在方程里增加了宇宙学常数项。

#### 哈勃定律的发现

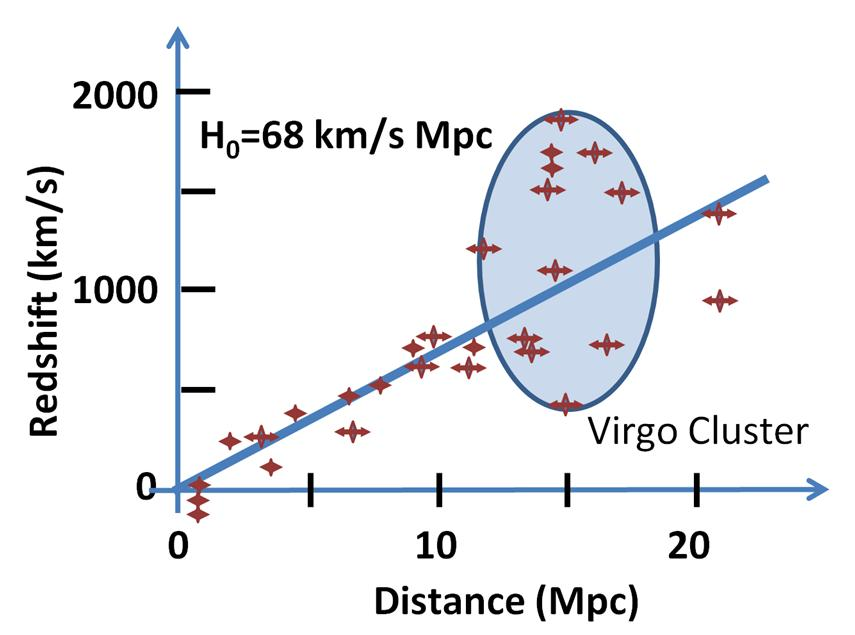
哈勃用来发现哈勃常数的散点图。

在威尔逊山天文台工作的埃德温·哈勃测量了星系间的距离，并将其与维斯托·斯莱弗、米尔顿·赫马森测量的与之相关的红移进行比对，发现天体红移与距离存在大致的比例关系。哈勃从46个星系的数据中绘制了一条趋势线，研究并获得了哈勃常数，他推算得{\displaystyle 500{\rm {km/s/Mpc}}}，是今日测得哈勃常数的7倍，不过仍证明了宇宙正在膨胀，不是静止的。

#### 放弃宇宙学常数
哈勃发表自己的发现后，爱因斯坦彻底放弃了宇宙学常数。在其最简形式中，方程产生了膨胀或收缩的宇宙模型；这与当时表明静止的观测结果相悖，这才有了宇宙学常数。宇宙膨胀得到证实后，爱因斯坦称自己的静止宇宙是“最大的错误”。1931年，爱因斯坦拜访了哈勃，感谢他“建立了现代宇宙学的基础”。
之后，爱因斯坦和牛顿的收缩/静止宇宙模型便被废弃了。

## 循环宇宙
“大反弹”说认为，宇宙坍缩之后将回到初始状态、引发下一次大爆炸，周而复始。这样，宇宙将永远存在。
爱因斯坦在1931年曾短暂考虑过这样的循环模型。

### 火宇宙模型

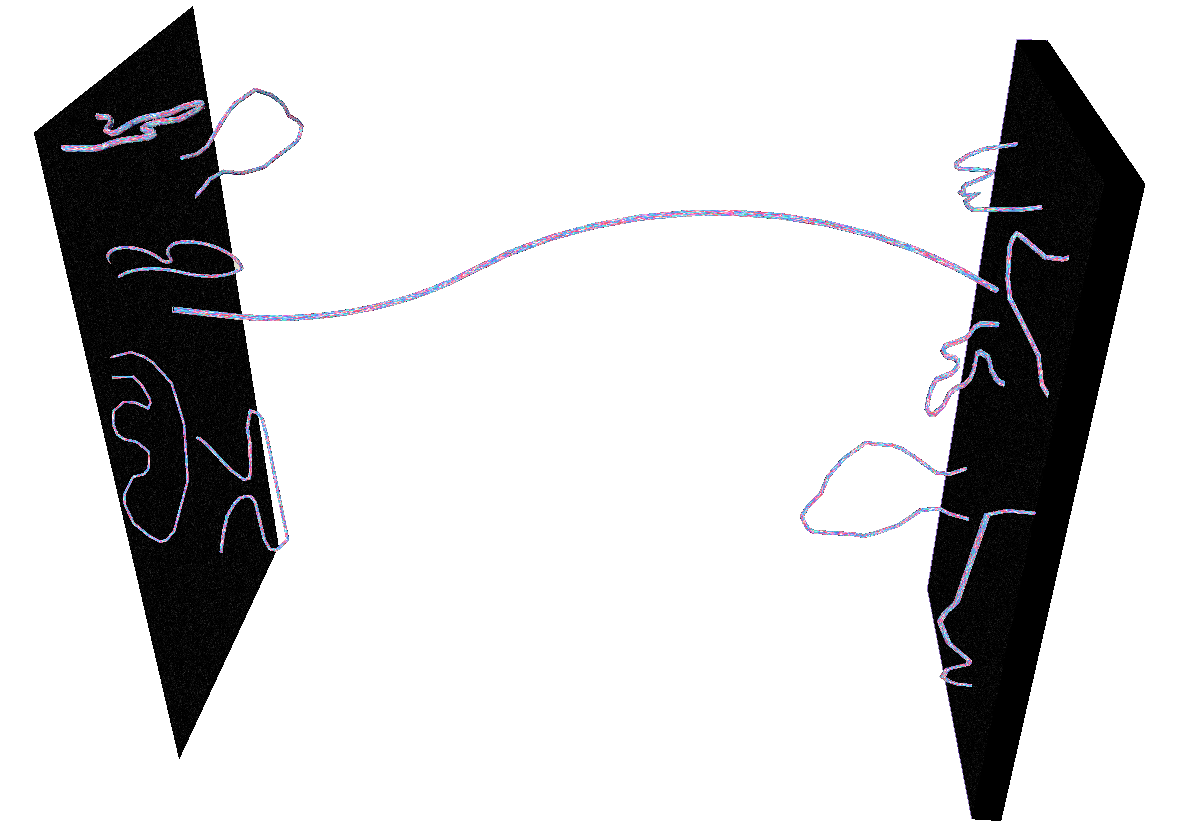
火宇宙模型的基础，两模的描绘。

还有更现代的循环模型。保罗·斯泰恩哈特提出的火宇宙理论认为，宇宙大爆炸可能是两个平行的轨形平面（称作膜）在高维空间中相撞造成的。4维宇宙位于其中一膜。碰撞相当于大挤压，然后是大爆炸。我们周围的物质与辐射都来自膜之前的量子涨落。一百多亿年后，宇宙达到现代状态；再过几十几百亿年，它将开始收缩。暗能量对应膜之间的力，使之前理论中的平坦性问题和宇宙暴胀得以解决。循环也可以无限延伸到过去和未来，吸引子可以让宇宙历史更完整。
这就解决了早期模型中宇宙因熵的积累而进入热寂的问题。新模型每个循环后都会出现净膨胀，从而避免熵的积累。不过，仍有缺陷：理论的基础——膜仍未得到完全理解，且标度不变谱也可能在大挤压中破坏。宇宙暴胀和力的一般特征——或说，在火宇宙模型中膜的碰撞——是产生真空涨落所必须的，是已知的。粒子物理学的候选还没有出现。

### 共形循环宇宙学（CCC）模型

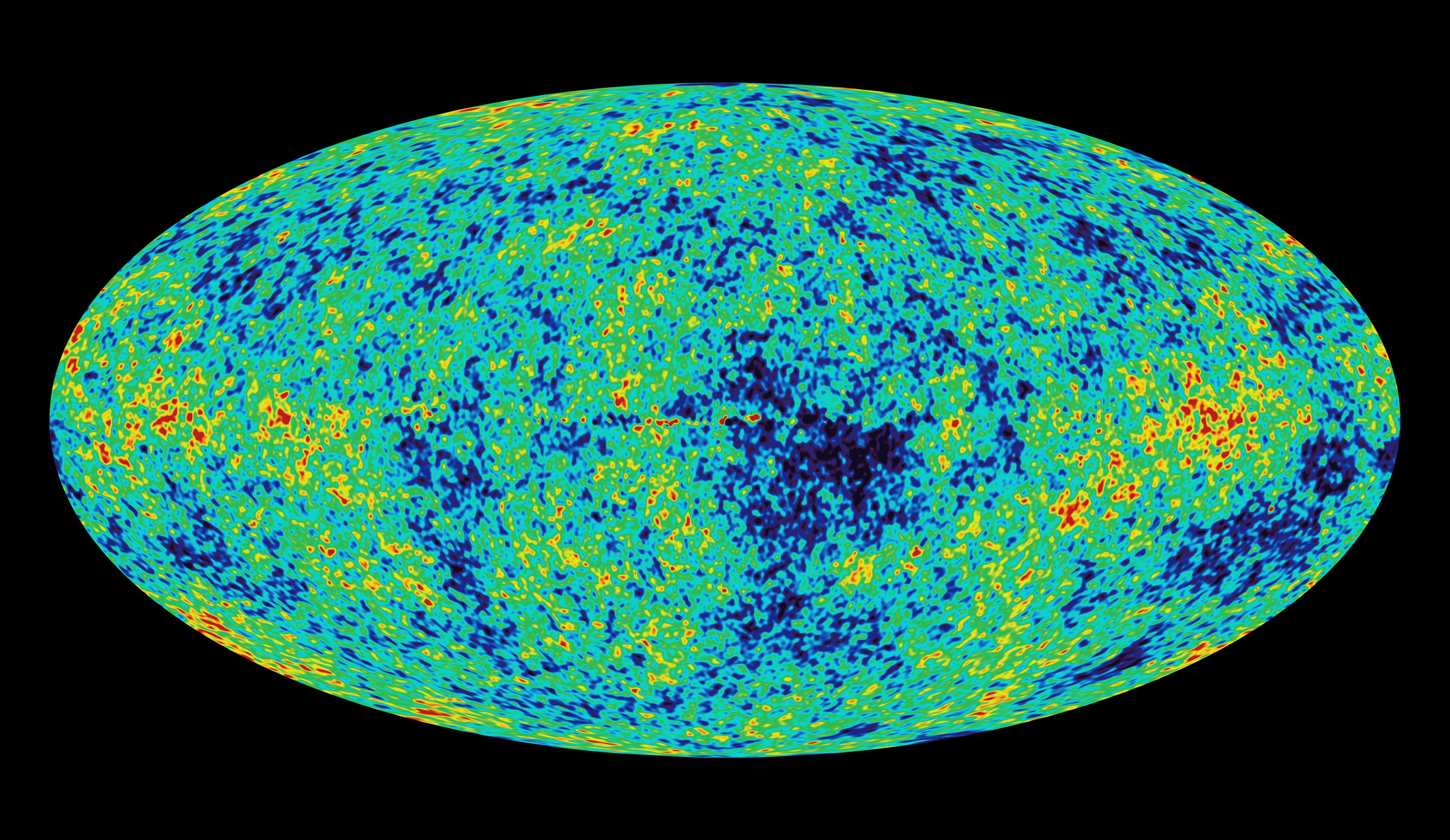
显示宇宙周围不同热点的CMB地图。

物理学家罗杰·彭罗斯提出了一种基于广义相对论的共形循环宇宙学，当中宇宙不断膨胀，直到所有物质衰变为光子。之后，由于宇宙中没有任何东西与时间或距离相关联，这就与大爆炸变得相同（导致一种大挤压，成为下一次大爆炸，开始下一次循环）。.彭罗斯和Gurzadyan指出，宇宙微波背景中可能可以发现共形循环宇宙的迹象，不过截至2020年，尚未观测到。
有怀疑指出，为将无穷大宇宙与无穷小宇宙相配，当宇宙变老时，所有粒子都要失去质量；而彭罗斯提出了CCC的证据，即在CMB中存在温度均匀的环，这是我们这个宇宙周期的标志，是上一个宇宙周期的黑洞碰撞所产生的球状引力波造成的。

### 环量子宇宙学（LQC）
环量子宇宙学在膨胀宇宙和收缩宇宙之间架起了“量子桥”，量子几何产生了一种全新的力，在低时空曲率中可忽略不计，但在普朗克机制下会迅速上升、压倒经典引力，解决广义相对论的奇点问题。一旦奇点得到解决，宇宙学的概念范式也将改变，迫使人们从新角度重审标准问题（如视界问题）。
这模型中，量子几何使大爆炸被大反弹取代，不需任何假设，也没有任何微调。环量子宇宙学中的有效动力方法被广泛用于描述普朗克尺度的物理，以及宇宙的起源。数值模拟证实了有效性，其提供了完整环量子宇宙学的良好近似。研究表明，当状态在晚期有非常大的量子涨落时，便不会产生广义相对论描述的宏观宇宙；而有效动力学在大反弹和晚期宇宙附近会偏离量子动力学。这时，有效动力学会高估反弹时的密度，而仍能很好捕捉定性性质。

## 来自物理理论的经验情景
如果暗能量的（主要）解释是由沿着单调递减的势能向下演化的标量场驱动的第五元素形式，且当前数据（特别是对暗能量的观测约束）真实，那么在未来1亿年的近未来，宇宙的加速膨胀就将变为收缩。据Andrei-Ijjas-Steinhardt的研究，这情景“自然地符合循环宇宙学和最近关于量子引力的猜想”。研究表明，缓慢收缩阶段将“持续约10亿年，之后宇宙才过渡到新的膨胀阶段”。

## 影响
保罗·戴维斯构想了大挤压发生在1000亿年后的情景，他的模型中，收缩过程大致与膨胀阶段相反。首先，星系团合并，接着是星系。宇宙微波背景（CMB）的温度开始上升，因为CMB光子会蓝移。恒星会变得极近、开始碰撞。待微波背景比M型星更热（戴维斯模型大挤压前约50万年），恒星由于无法散热，将逐渐自我蒸发。O型星约在大挤压前10万年开始蒸发。最后几分钟，宇宙的高温将使原子和原子核破裂、被吸入已经形成的黑洞。大挤压时，宇宙所有物质都将被挤到无限热、无限致密的奇点，类似于大爆炸。大挤压之后可能会有大爆炸，创造出新的宇宙。